# Valea Copcii, Mehedinți
Valea Copcii este un sat în comuna Șimian din județul Mehedinți, Oltenia, România.